# 대산일반산업단지

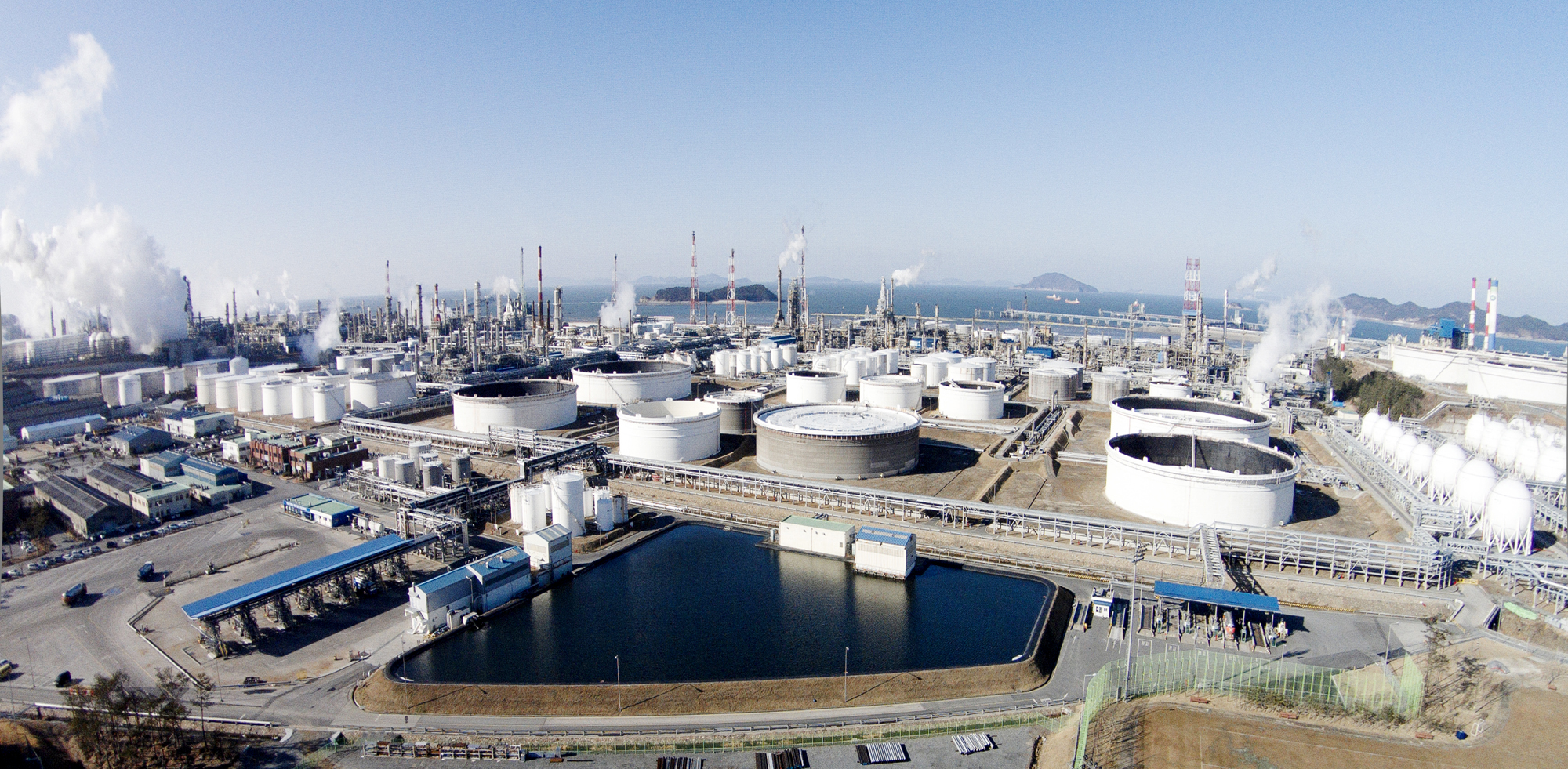

대산1일반산업단지(大山1一般産業團地)는 충청남도 서산시 대산읍 대죽리 일원에 조성된 일반산업단지다.
2006년부터 사업비 1,371억원을 투자하여 개발되고 있는 실수요자 직접개발방식(사업시행자: 현대오일뱅크㈜)의 지방산업단지이다. 2013년 준공됐고, 2014년 3월 31일 부분준공 인가되어 현재 조성면적 1,103,282.8m2에는 현대오일뱅크㈜, 현대쉘베이스오일㈜, 현대코스모주식회사, 현대케미칼 주식회사가 입주하여 가동 중에 있다.